# Edward Raymond Turner
Edward Raymond Turner (1873 – 9. března 1903) byl anglický fotograf a vynálezce, který si spolu s Frederickem Marshallem Leeem 22. března 1899 nechal patentovat jednu z prvních technik výroby barevných filmů.

## První barevný film v historii kinematografie
V roce 2012 Britské národní mediální muzeum v Bradfordu oznámilo, že našlo nejstarší barevný film v historii kinematografie. Film Edwarda Raymonda Turnera z roku 1902 byl nalezen v zapečetěné plechovce, ve které zůstal 110 let. Film byl zachycen na filmu s neobvyklou šířkou 38 mm (standard je 35 mm), takže aby bylo možné film promítnout, bylo nutné zkonstruovat na něj přizpůsobený projektor. Ve filmu je vidět mimo jiné děti autora filmu, jak si hrají, papouška a akvárium se zlatou rybkou.

## Galerie

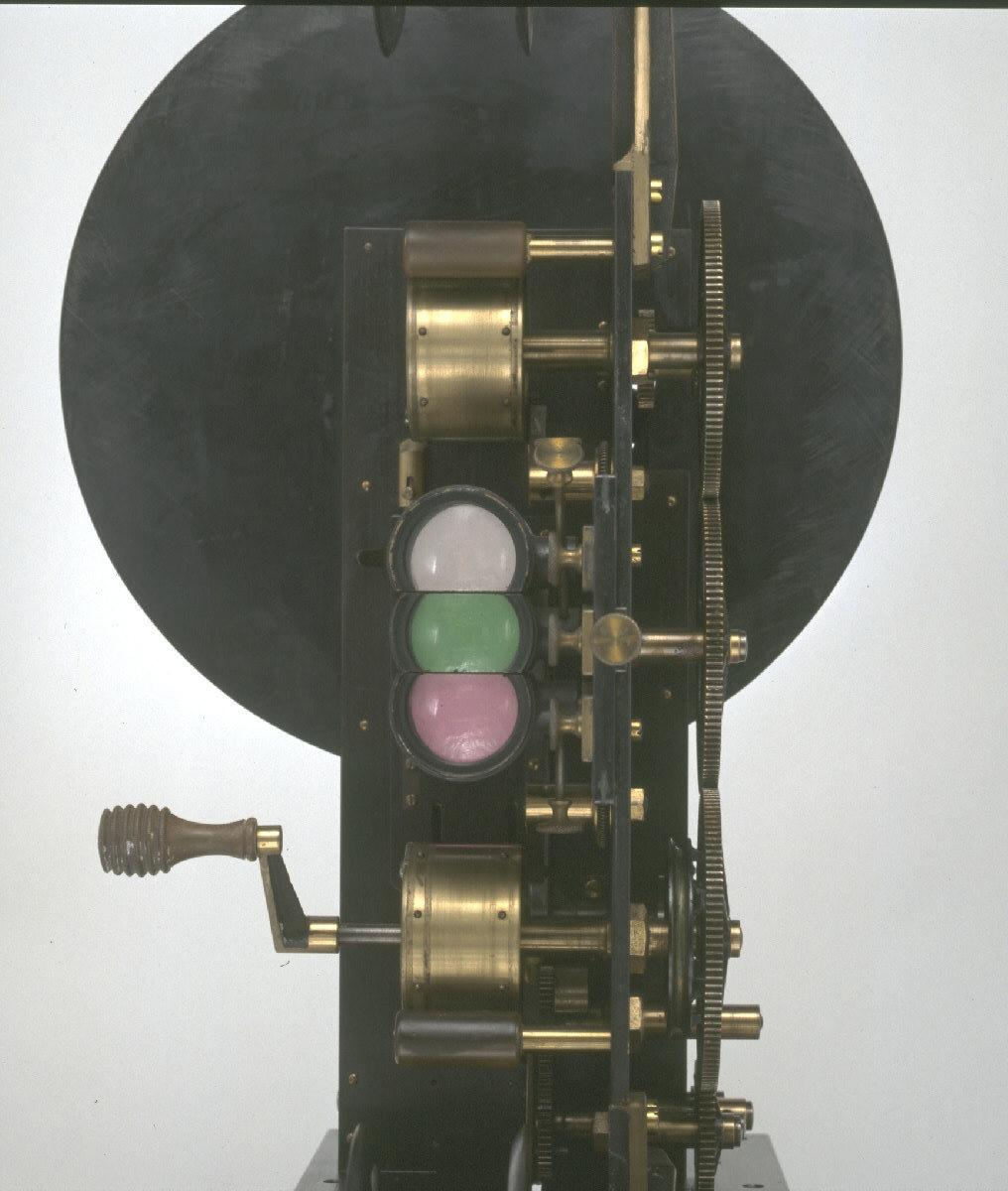
Projektor využívající techniku pořizování barevných filmů patentovaných Edwardem Raymondem Turnerem a Frederickem Marshallem Leeem v roce 1899
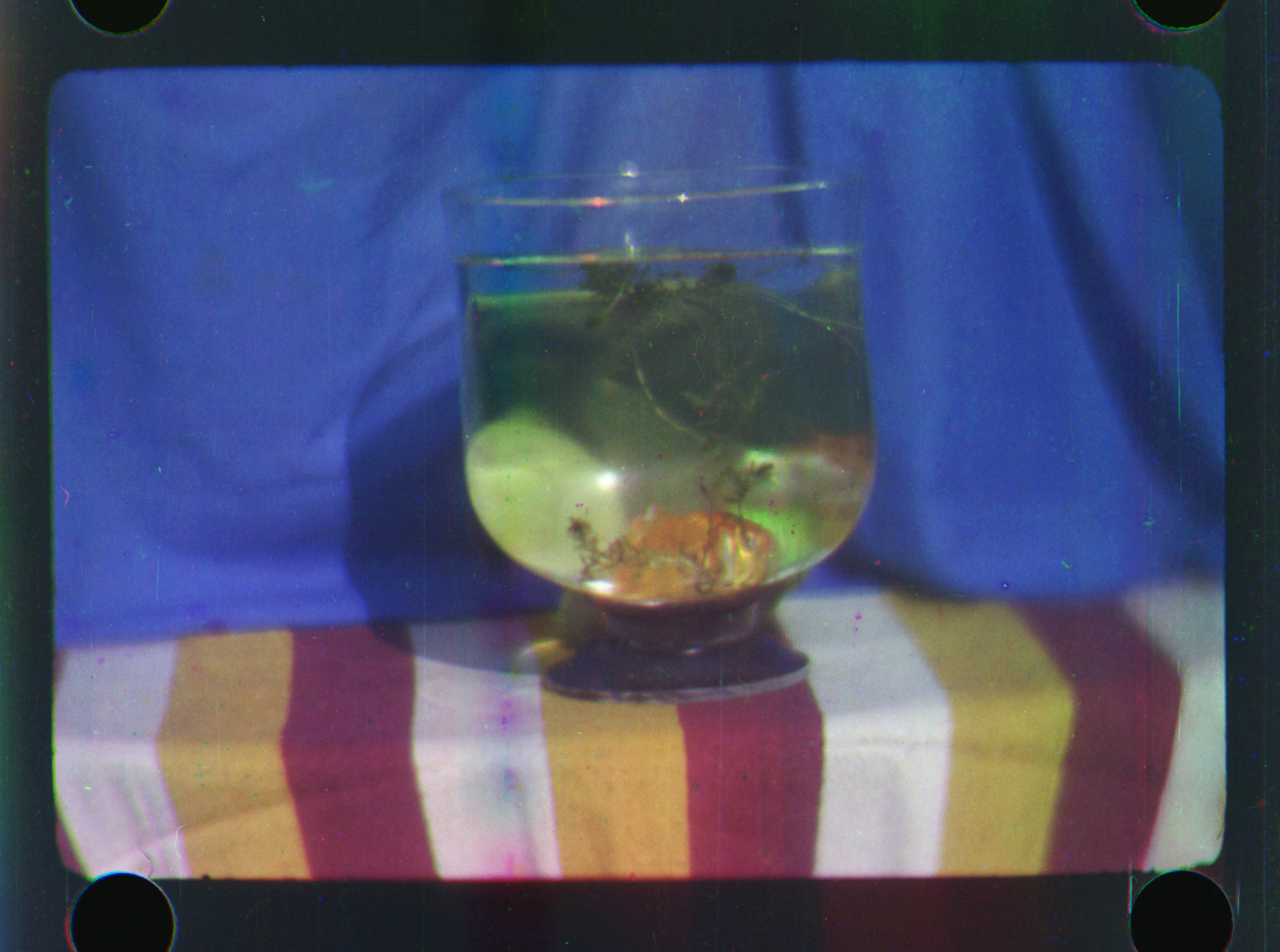
Ukázka z videa, které natočil Edward Turner v roce 1902
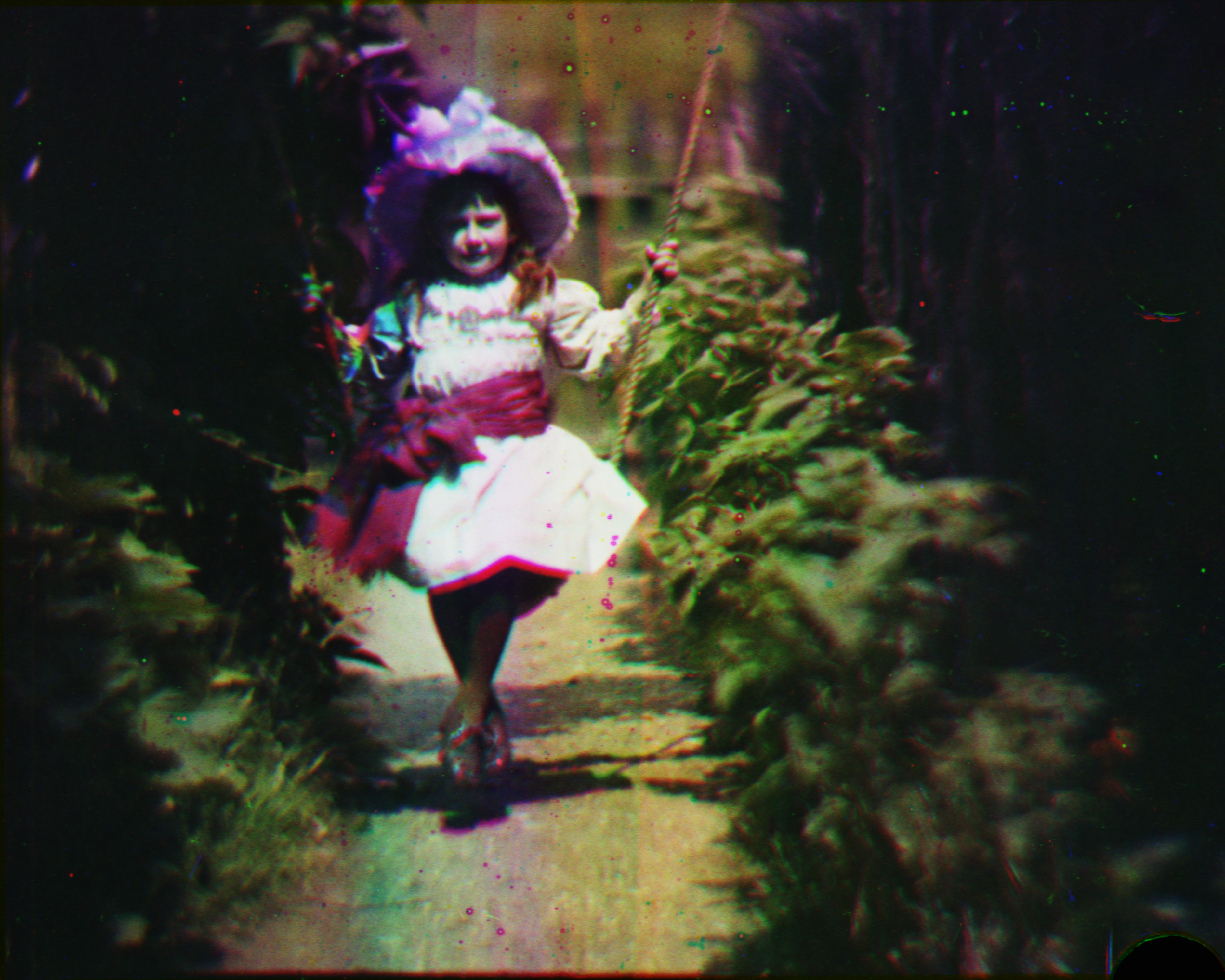
Ukázka z videa, které natočil Edward Turner v roce 1902